# Sloanea ampla
Sloanea ampla är en tvåhjärtbladig växtart som beskrevs av Ivan Murray Johnston. Sloanea ampla ingår i släktet Sloanea och familjen Elaeocarpaceae. Inga underarter finns listade i Catalogue of Life.